# Axel Olaf Berner
Axel Olaf Berner, född den 4 mars 1843 i Gildeskål, död den 8 december 1906 i Veldre, Hedemarken, var en norsk agronom, kusin till Hagbard Emanuel, Carl Christian och Søren Hjalmar Normann Berner.
Efter att ha genomgått Aas Landbrugsskole 1865 var Berner 1867-88 anställd i Selskabet for Norges Vels tjänst, senare, fram till kort före sin död i statens som mejerimästare. Hans verksamhet som kringresande lärare i mejeriväsen blev av grundläggande betydelse för hans arbetsområde, Norges hela Østland. Han låg bakom upprättandet av hundratals före hans tid närmast okända mejerier, höjde produktionen inte bara kvantitativt, utan också kvalitativt och bidrog därmed till att ge denna sida av lantbruket ett stort lyft.